# Potsdamer Stadtschloss

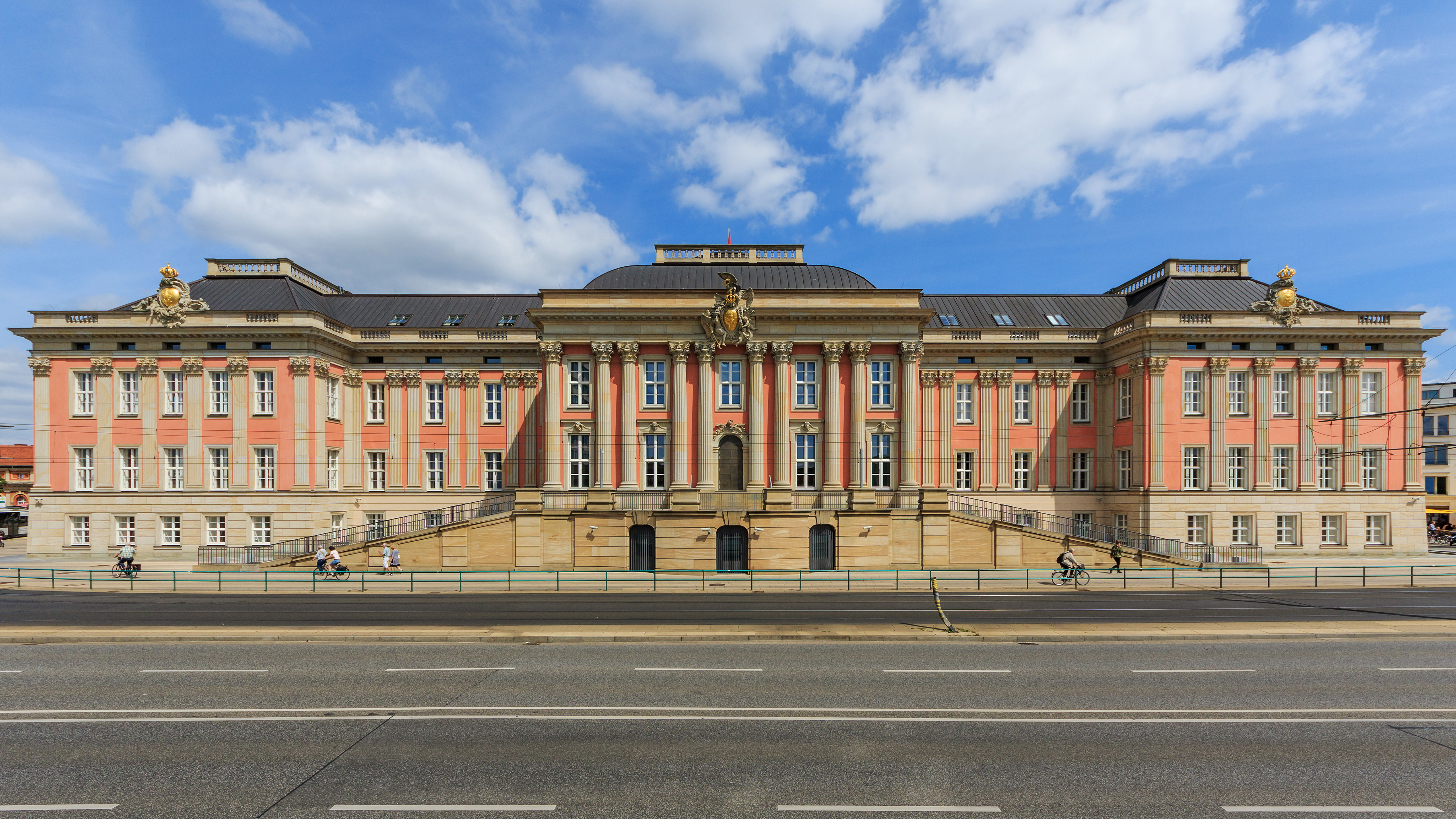
Het Potsdamer Stadtschloss anno 2017

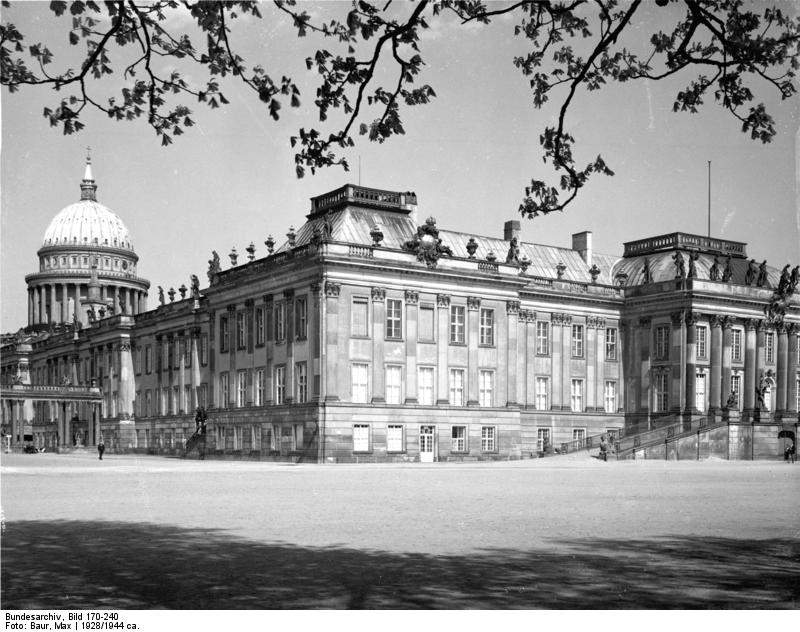
Het Potsdamer Stadtschloss, rond 1930

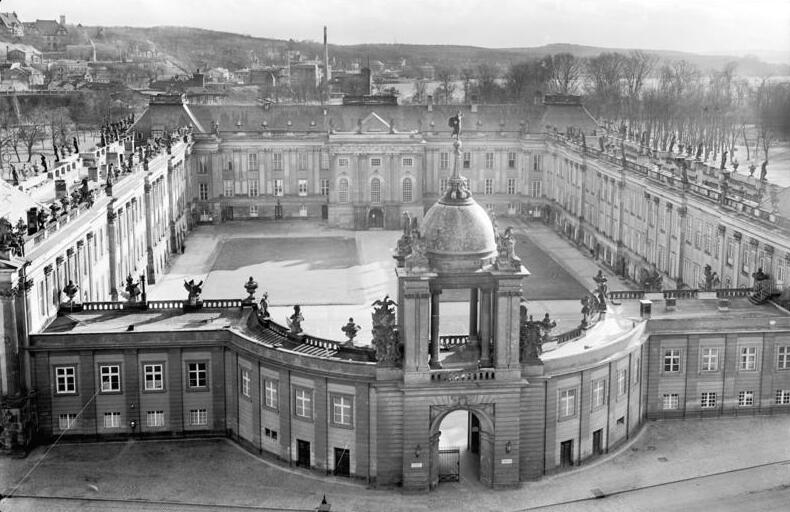
Het Potsdamer Stadtschloss met het Fortunaportaal, rond 1930

Het Potsdamer Stadtschloss is een stadspaleis in de Duitse stad Potsdam, dat gebouwd werd op een oorspronkelijke stadsversterking. Zijn barokke uiterlijk kreeg het in de jaren 1744-1751 in opdracht van Frederik II van Pruisen, door zijn architect Georg Wenzeslaus von Knobelsdorff. Het brandde in 1945 uit bij het bombardement op Potsdam en ofschoon er toen nog vele façaden overeind stonden, werd het in opdracht van de toenmalige communistische bewindhebbers van de DDR in 1959/1960 opgeblazen. Het werd echter weer opgebouwd, in die zin dat de façade weer volledig het barokke uiterlijk kreeg, maar met een modern interieur. De voorbereidende werkzaamheden begonnen in 2006 met onder andere het verleggen van de trambanen en een brug. Begin 2010 werd begonnen met de herbouw, die begin 2014 klaar was voor de huisvesting van het parlement (Landtag) van de Duitse deelstaat Brandenburg.

## Geschiedenis

### Van de eerste burcht tot het slot van Catharina van Brandenburg
In het jaar 993 wordt Potsdam voor het eerst schriftelijk vermeld, wanneer zich aan de oever van de rivier de Havel een vesting van een Slavisch volk naast een dorp met de naam Poztupimi, bevindt. In 1157 breiden de Ascaniërs vanuit Maagdenburg hun invloed uit en veroveren dit gebied. De Slavische bewoners worden verdreven en omdat dit dorp strategisch aan de rivieroever ligt met een kruispunt van wegen, wordt de vesting steeds verder uitgebouwd. Als het dan na enkele eeuwen vervalt, wordt het alleen nog maar als jachthuis gebruikt totdat in 1598 keurvorst Joachim Frederich het aan zijn vrouw Catharina schenkt. Het wordt dan afgebroken en nieuw herbouwd, maar het wordt niet voltooid omdat Catharina vroegtijdig overlijdt. Hetzelfde gebeurt met haar opvolgster Eleonora en in 1606 trekt de keurvorst hieruit en vertrekt naar Joachimsthal, noordelijk van Berlijn. Het nog nieuwe gebouw wordt verpand aan jonker Wolf Dietrich von Hacke, die het alleen als schuur en stal gebruikt.

### De tijd van de Grote Keurvorst

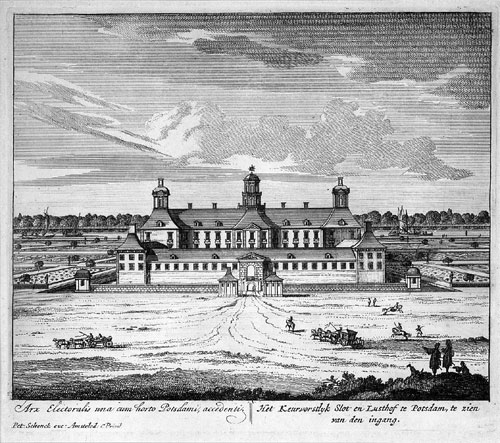
Het stadtschloss rond 1720

In de Dertigjarige Oorlog (1618-1648) lijdt het gebouw onder gebrekkig onderhoud en daarna lukt het de Grote Keurvorst Frederik Willem uiteindelijk de verpanding af te lossen. Vanwege zijn passie voor jacht en architectuur komt hij in contact met de Nederlandse stadhouder van Kleef Johan Maurits van Nassau, die daar prachtige stadsparken heeft aangelegd. Vanaf 1660 laat hij die ook in Potsdam aanleggen en laat het gebouw in vroeg-barokke stijl verbouwen in de jaren 1662-1669, naar Franse voorbeelden. Het viervleugelige complex kent een drie verdiepingen hoog hoofdgebouw met een voorhof van twee verdiepingen hoge vleugels met hoekpaviljoens. Het geheel was omringd door een gracht en met een lage muur omgeven.
Het complex was achteraf te klein voor de hofhouding van deze keurvorst, ofschoon er rond 1670 nog werd bijgebouwd.

### Het paleis als stamslot van het huis Hohenzollern

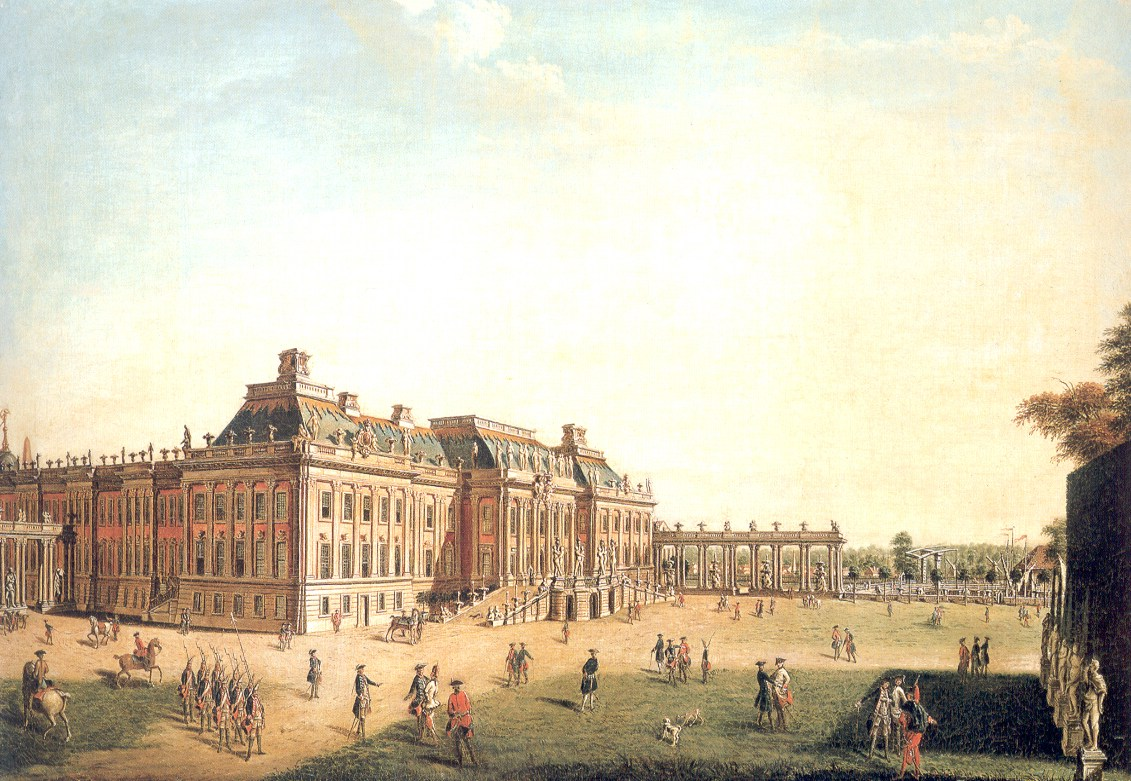
Het stadpaleis in volle glorie in 1773

In 1688 was Frederik III zijn vader opgevolgd en het slot werd volop gebruikt voor feesten en officiële ontvangsten. In 1700 liet Frederik III zich als koning Frederik I van Pruisen in Koningsbergen kronen en om dit te vieren werd een nieuwe poort gebouwd met het beeld van Fortuna erop. Toen zijn zoon Frederik Willem I hem in 1713 opvolgde waren de staatsfinanciën dermate slecht dat hij delen van het meubilair moest verkopen en alleen noodzakelijke reparaties verricht werden. In 1740 werd Frederik II koning en hij betrok dit gebouw in 1743, waarbij hij ontevreden was over het totaalbeeld van het complex en de architect Georg Wenzeslaus baron von Knobelsdorff opdracht gaf tot de verbouwing van 1744-1751 waarbij een compleet nieuwe façade werd gebouwd. Vanaf 1786 woont hier dan zijn opvolger Frederik Willem II van Pruisen met zijn zonen Frederik en Lodewijk. Hij en zijn echtgenote verhuisden echter naar het nabijgelegen Marmerpaleis in Potsdam. Zijn zoon Frederik bleef hier echter altijd wonen met zijn echtgenote Louise van Mecklenburg-Strelitz en liet vanaf 1799 kleine verbouwingen uitvoeren. De laatste officiële bewoner was Frederik Willem IV van Pruisen van 1840-1861, waarna zijn opvolgers in Berlijn gingen wonen en dit gebouw als buitenhuis gingen gebruiken.

### Na de keizertijd

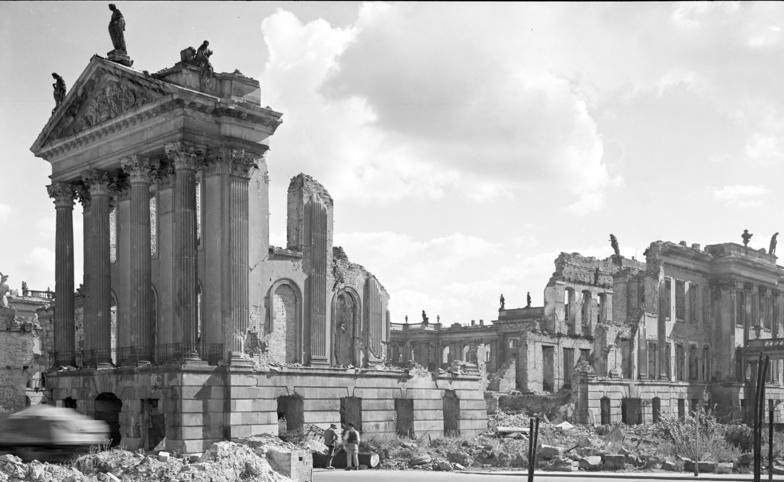
Het Potsdamer Stadtschloss na de Tweede Wereldoorlog

In 1918, na de verloren Eerste Wereldoorlog, werd de Hohenzollernmonarchie afgeschaft en zodoende had het Stadtschloss geen paleisfunctie meer. In 1910 was het gebouw echter al als museum in gebruik genomen omdat de koninklijke familie het toch niet meer gebruikte als woonpaleis. Ook het arbeidsbureau en de gemeente trokken er later in. In 1932 werd het gerestaureerd maar het werd uiteindelijk, net als de omgeving, door bombardementen en brand verwoest in 1945. Alleen delen van van de buitenmuren bleven overeind staan, die wederopbouw echter mogelijk maakten. Ondanks vele protesten besloten de communistische machthebbers het gebouw op te blazen, hetgeen van november 1959 tot april 1960 gebeurde. Het bouwpuin werd gestort in de nabijgelegen siertuin. Enkele verontruste burgers konden echter façadefragmenten van het gebouw bemachtigen. Alleen van de nabij gelegen stalcomplexen van het Stadschloss werd de vernietiging ongedaan gemaakt.  
Om te zorgen dat iedere herinnering werd uitgewist werden over het terrein vervolgens enkele wegen met een kruispunt aangelegd. De communistische machthebbers waren amper begonnen met de bouw van een theater op een deel van deze plek of hun bewind zakte in elkaar in 1989/1990 en de bouw werd stilgelegd, mede vanwege de protesten van de bevolking tegen de bouw van dit complex. In 1991 werd deze ruwbouw weer gesloopt.

## Wederopbouw van het Stadtschloss Potsdam

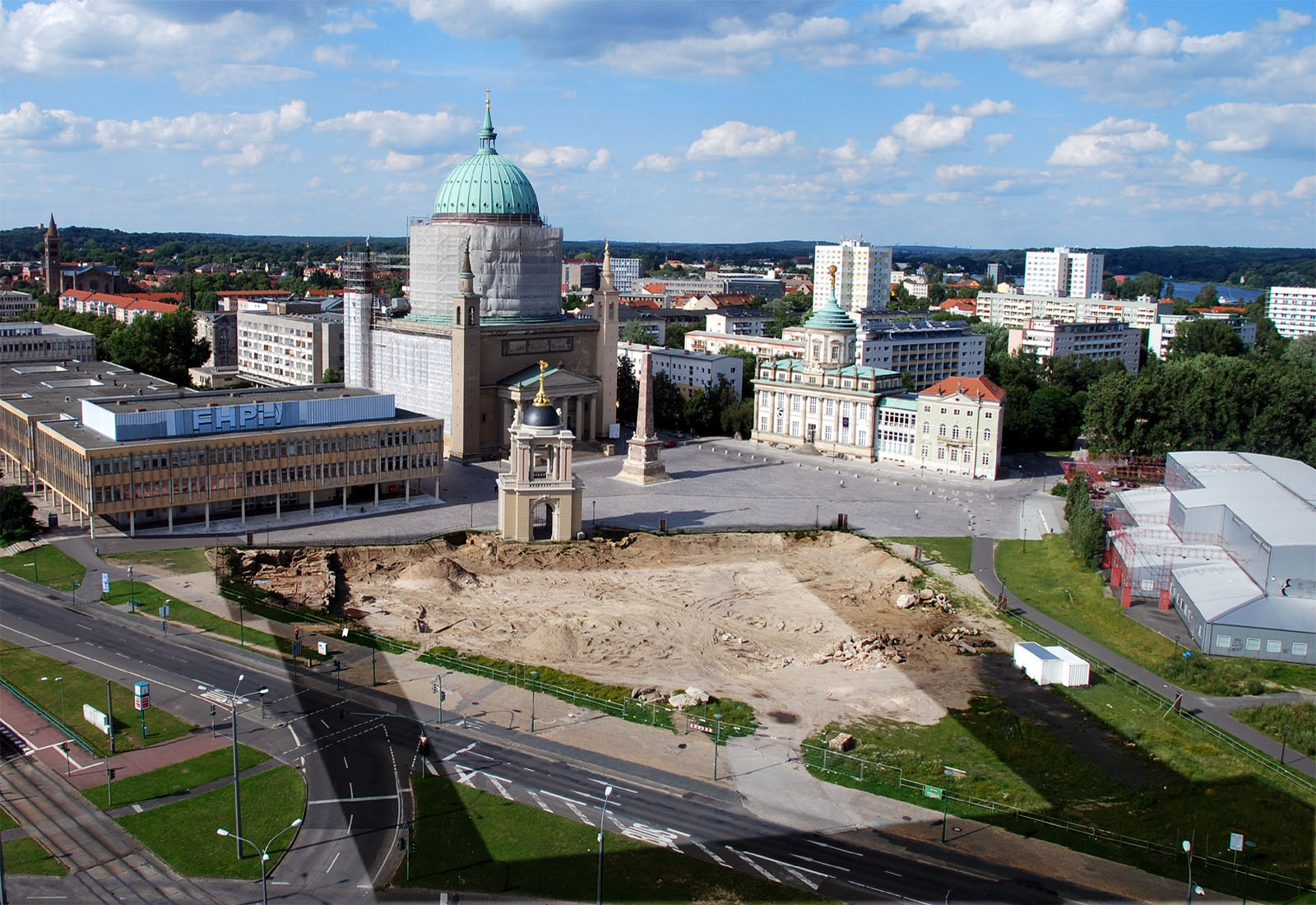
Locatie waar de nieuwbouw heeft plaatsgevonden

Vanaf het voorjaar van 2014 zetelt de landdag van Brandenburg in het paleis. De Landdag van Brandenburg moest zijn locatie verlaten omdat het gebouw drastisch gesaneerd moest worden. Uiteindelijk werd op 20 mei 2005 voor deze nieuwe locatie gekozen, omdat er plannen waren om de Alten Markt weer te gaan bebouwen en er de voorkeur werd gegeven aan de herbouw van het in de Tweede Wereldoorlog vernietigde stadspaleis. De bouwkosten van 80 miljoen euro werden echter niet gedekt door de overheid. Gesteund door een enquête onder de bevolking, die in meerderheid dit plan steunde, ging men verder onderhandelen over de financiering. Dankzij een bijdrage van 20 miljoen euro van de directeur-eigenaar van het Duitse softwarebedrijf SAP, Hasso Plattner, werd het project haalbaar. De kosten voor een geheel historische façade werden op 110 miljoen euro geraamd, waarbij 600 bewaard gebleven delen weer ingevoegd worden. Een bouwconsortium onder leiding van het Nederlandse BAM won de inschrijving in augustus 2009 voor 119,6 miljoen euro.